# Alderney

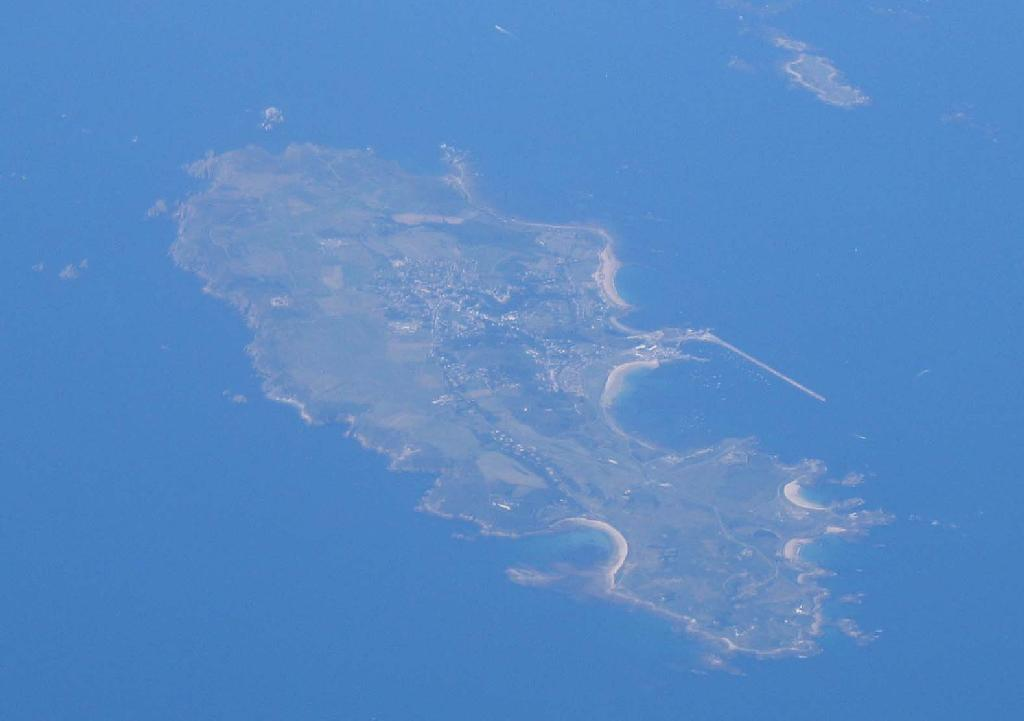
Vista aérea de Alderney.

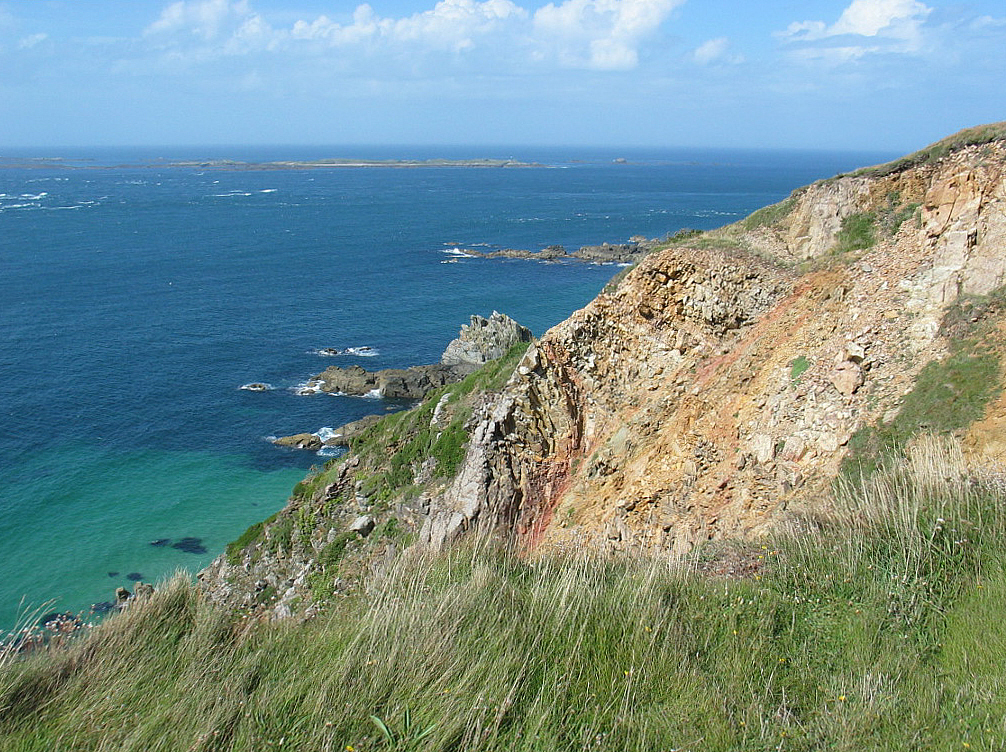
Costa escarpada de Alderney.

Alderney é a ilha mais  setentrional do Canal da Mancha que pertence administrativamente ao bailiado de Guernsey, está separada da Normandia pelo Raz Blanchart, com 8 km² e cerca de 2.000 habitantes. A cidade mais importante é Saint Anne. Alderney possui criação de gado e também possui um aeródromo.